# Zemplínska Teplica
Zemplínska Teplica est un village de Slovaquie situé dans la région de Košice.

## Histoire
Première mention écrite du village en 1263.

## Démographie

### Évolution de la population
| Année:               | 1994. | 2004.   | 2014.    | 2024.    |
| -------------------- | ----- | ------- | -------- | -------- |
| Nombre de personnes: | 1391  | 1466    | 1641     | 1859     |
| Différence:          |       | +5,39 % | +11,93 % | +13,28 % |

| Année:               | 2023. | 2024.   |
| -------------------- | ----- | ------- |
| Nombre de personnes: | 1855  | 1859    |
| Différence:          |       | +0,21 % |